# Wapen van Almkerk

Wapen van Almkerk

Het wapen van Almkerk werd op 16 juli 1817 door de Hoge Raad van Adel aan de Noord-Brabantse gemeente Almkerk bevestigd. In 1879 werd de gemeente uitgebreid met grondgebied van de gemeente Emmikhoven. In 1904 kreeg de gemeente het wapen opnieuw toegekend door de Hoge Raad van Adel. De gemeente gebruikte het wapen tot 1973, dat jaar ging de gemeente op in de gemeenten Dussen, Werkendam en Woudrichem.

## Blazoenering
De gemeente ontving op 16 juli 1817 de tekening van het wapen waar de volgende blazoenering op 14 oktober 1909 bij werd gevoegd:
In goud 2 rechtop geplaatste van elkander afgewende zalmen van keel.
Het wapen heeft een gouden schild waarop twee rode zalmen staan. De zalmen zijn van elkaar afgewend, wat zoveel wil zeggen als dat zij met de ruggen naar elkaar zijn afgebeeld.

## Geschiedenis
Het wapen is gelijk aan dat van het geslacht Altena. Later hebben de heerlijkheid en het Land van Altena het familiewapen overgenomen. De gemeente Almkerk is het eveneens gaan gebruiken. Het wapen werd in 1817 zonder tekst aan de gemeente toegekend. Tot 1909 bleef het wapen zonder tekst, dat jaar kreeg de gemeente van de Hoge Raad van Adel het wapen een tweede keer toegekend, maar nu met tekst. 

## Vergelijkbare wapens

Wapen van Andel
Het wapen van Brasschaat
Wapen van Emmikhoven en Waardhuizen
Wapen van Giessen
Wapen van Rijswijk
Wapen van Werkendam
Voormalige wapen van Woudrichem
Huidige wapen van Woudrichem